# Zhao Xin
Zhao Xin (31 december 1992) is een voormalig Chinese schaatsster. Ze nam deel aan olympische en wereldkampioenschappen. Daarbij wist ze echter niet in de buurt van de medailles te komen.

## Persoonlijke records
| Afstand    | Tijd    | Datum            | Baan           |
| ---------- | ------- | ---------------- | -------------- |
| 500 meter  | 38,15   | 8 februari 2020  | Calgary        |
| 1000 meter | 1.14,18 | 15 februari 2020 | Salt Lake City |
| 1500 meter | 1.54,49 | 16 februari 2020 | Salt Lake City |
| 3000 meter | 4.07,84 | 10 oktober 2015  | Inzell         |
| 5000 meter | 7.10,72 | 20 november 2015 | Salt Lake City |

## Resultaten
| Jaar | WK Allround             | WK Sprint                | WK Afstanden                         | Olympische Spelen | WK Junioren                                              |
| ---- | ----------------------- | ------------------------ | ------------------------------------ | ----------------- | -------------------------------------------------------- |
| 2009 |                         |                          |                                      |                   | 17e 500m 25e 1000m 22e 1500m 31e 3000m 11e Achtervolging |
| 2010 |                         |                          |                                      |                   | NC19 (15e, 21e, 17e, -) 7e Achtervolging                 |
| 2011 |                         |                          |                                      |                   | 15e 500m 36e 1000m 24e 1500m 5e Achtervolging            |
| 2012 |                         |                          |                                      |                   |                                                          |
| 2013 |                         |                          |                                      |                   |                                                          |
| 2014 | NC13 (13e, 16e, 13e, -) |                          |                                      | 23e 1500m         |                                                          |
| 2015 | NC15 (5e, 19e, 13e, -)  |                          | 15e 1500m 20e 3000m 8e Achtervolging |                   |                                                          |
| 2016 | NC19 (12e, 21e, 19e, -) |                          | 23e 1500m 18e 3000m 8e Achtervolging |                   |                                                          |
|      |                         |                          |                                      |                   |                                                          |
| 2018 |                         | 11e (14e, 13e, 15e, 12e) |                                      |                   |                                                          |
|      |                         |                          |                                      |                   |                                                          |
| 2020 |                         | 13e (17e, 12e, 16e, 10e) | 14e 1000m 17e 1500m 4e teamsprint    |                   |                                                          |

(#, #, #, #) = afstandspositie op allroundtoernooi (500m, 3000m, 1500m, 5000m).